# Verdes (Montenegro)

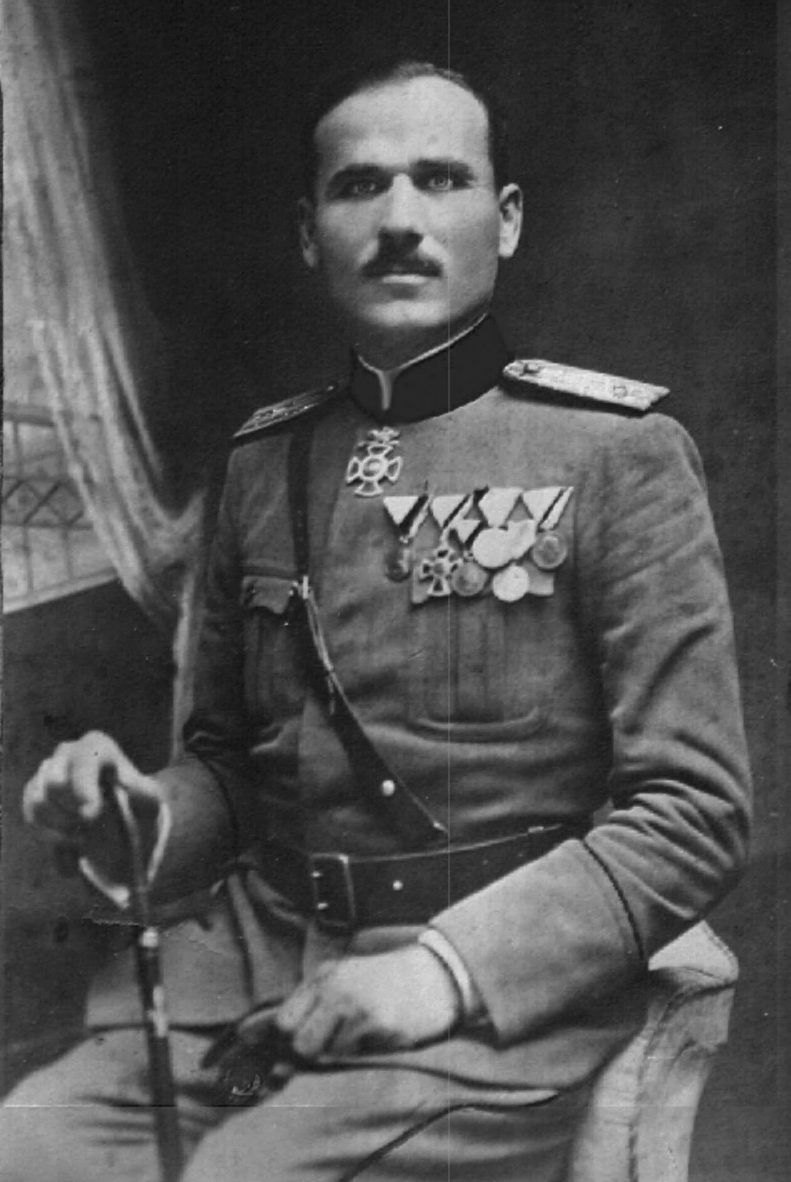
Krsto Popović, el líder mejor conocido de los Verdes

Los Verdes (serbocroata: Зеленаши, Zelenaši) eran un grupo de leales al rey Nicólas de Montenegro. Se originaron a partir de los miembros del Partido del Pueblo Verdadero y se destacaron por instigar el Levantamiento de Navidad de 1919.
La rebelión se organizó en un intento de evitar el destronamiento de la dinastía Petrović-Njegoš y la posterior integración de Montenegro en el Reino de Yugoslavia. Los Verdes eran partidarios de la Casa de Petrović-Njegoš, que una vez que la casa fue destronada después de la Primera Guerra Mundial, llevó a los Verdes a luchar por el establecimiento de Montenegro como provincia dentro del reino yugoslavo. Tras su derrota en la Rebelión de Navidad, los Verdes continuaron con su guerra de guerrillas hasta 1929. El lema del movimiento era "Por el Derecho, el Honor y la Libertad de Montenegro". 
Durante la Segunda Guerra Mundial, los Verdes se activaron una vez más bajo el liderazgo de Krsto Popović en un intento de restablecer el Reino de Montenegro como un estado cliente del Eje.

## Características
El movimiento de los Verdes (Zelenaši) fue fundado originalmente en 1918 en Montenegro por los opositores a la unificación montenegrina con el Reino de Serbia y la integración en el recién establecido Reino de Yugoslavia, cuando apoyaron a la Casa de Petrović-Njegoš de Montenegro sobre la Casa de Karađorđević de Serbia. Después de la fallida rebelión armada conocida como Rebelión de Navidad, los Verdes continuaron con la guerra de guerrillas hasta 1929, mientras que su actividad política se basó en la oposición al modo y manera en que se implementó la unificación eslava del sur, lo que resultó en la desaparición de Montenegro como unidad política entidad. Según el académico croata-estadounidense Ivo Banac, se declararon serbios.   Como miembro de una misión conjunta estadounidense-británica, el diplomático británico Earl John de Salis escribió un informe detallado. El conde afirmó que nadie negó que Montenegro podría necesitar unificarse con Serbia y el estado yugoslavo en ciernes. Sin embargo, la cuestión era “poder unirse como Montenegro, y no como una prefectura de Serbia, como montenegrinos libres, de acuerdo con la tradición y el pasado de su país, y no como hombres de Belgrado, para unirse en pie de igualdad con los eslovenos, los croatas y los mismos serbios”, es decir, en condiciones de igualdad y preservación de la identidad de Montenegro.
Los Verdes obtuvieron su membresía de las tribus de las Tierras Altas (Moračani, Piperi y Rovci), los clanes Katun (Bjelice, Cetiña, Čevo y Cuce) y las tribus de Herzegovina (Nikšići, Rudinjani y Drobnjaci). Los líderes notables de los Verdes incluyeron a Krsto Zrnov Popović, Jovan S. Plamenac y Novica Radović. 
Algunos de los Verdes se reunieron durante la Segunda Guerra Mundial, bajo el mando de Krsto Zrnov Popović, un colaborador de la Italia fascista. Se organizaron en una unidad militar llamada Brigada Lovćen con cuatro brigadas que participaron en la caótica guerra civil que se desató en Montenegro y cuya actividad militar se dirigió principalmente contra los partisanos comunistas. Después de su derrota militar, la mayoría de los miembros verdes sobrevivientes se unieron a los partisanos, algunos se unieron a Ustascha y una minoría se unió a los chetniks. Otros miembros de los Verdes se unieron a los partisanos o chetniks desde el comienzo de la invasión del Eje a Yugoslavia.

## Nombre
El nombre de los Verdes deriva de las tarjetas de votación verdes que usaron los opositores a la unificación con Serbia en la Asamblea de Podgorica en 1918.

## Historia

### Rebelión de Navidad

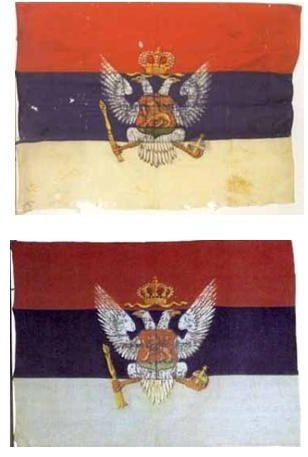
Banderas del Reino de Montenegro usadas por los Verdes en exilio en Gaeta

Los Verdes se opusieron a la unificación del Reino de Montenegro con el Reino de Serbia bajo la Casa de Karađorđević. Con el apoyo de Italia, los Verdes organizaron una rebelión en 1919 con el objetivo de devolver a la Casa de Petrović-Njegoš al trono montenegrino. La rebelión fracasó y los rebeldes huyeron a Italia. Krsto Zrnov Popović, Jovan Plamenac y Novica Radović encabezaron el levantamiento, junto con el comandante Savo Čelebić y el capitán Đuro Drašković.

### Periodo de entreguerras
Después del levantamiento fallido, los Verdes regresaron a Montenegro, iniciando una guerra de guerrillas. El núcleo de la revuelta fue sofocado en 1922-1923, pero la guerrilla de bajo nivel continuó en las montañas y las tierras altas durante varios años más. En 1922, varios líderes de los Verdes fundaron el Partido Federalista de Montenegro, pasando de la resistencia armada organizada a la lucha política. 
Para 1926, terminaron la mayoría de las formas restantes de resistencia armada. Sin embargo, algunos grupos continuaron participando en escaramuzas hasta 1929.

### Segunda Guerra Mundial: restauración y disolución
En la Segunda Guerra Mundial, los Verdes se organizaron una vez más en Montenegro bajo el mando de la Italia fascista. Sekula Drljević asumió el poder y proclamó el restablecimiento de un Montenegro independiente, pero fue derrocado inmediatamente por el levantamiento del 13 de julio de partisanos y chetniks locales. Entre los federalistas montenegrinos, Krsto Zrnov Popović regresó del exilio en Italia para intentar liderar a los Verdes. Las fuerzas de los Verdes se llamaron Brigada Lovćen. Pronto, se desorganizaron y un grupo de Verdes se unió a los partisanos, mientras que otro se unió a la Ustacha croata y algunos se unieron a los chetniks. 
Después de la victoria partisana en 1945, muchos líderes de los Verdes fueron asesinados como colaboradores de la ocupación italiana: el mismo Popović fue asesinado en 1947. Al mismo tiempo, los comunistas estaban matando a muchos oponentes potenciales en toda Yugoslavia. Esto marcó el final de los Verdes.

## Orden de la Libertad de Montenegro

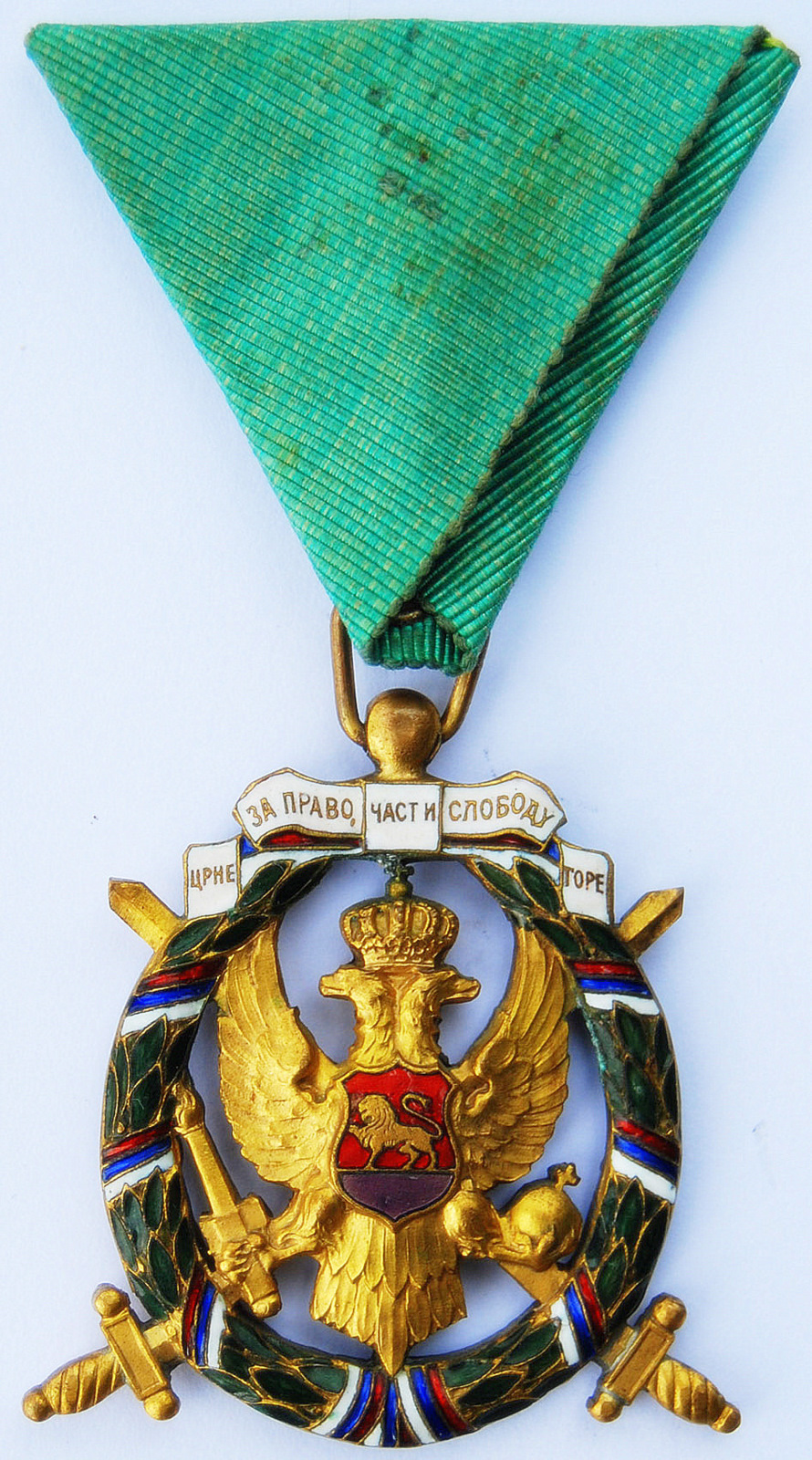
Orden de la Libertad

La Orden de la Libertad de Montenegro fue emitida por el exiliado rey Nicolás en enero de 1919. Esta orden estaba dedicada principalmente a los Verdes.